# Caroline Winslow
 (octobre 2017).
Si vous disposez d'ouvrages ou d'articles de référence ou si vous connaissez des sites web de qualité traitant du thème abordé ici, merci de compléter l'article en donnant les références utiles à sa vérifiabilité et en les liant à la section « Notes et références ».
Pour les articles homonymes, voir Winslow.
Caroline Winslow (19 novembre 1822 à Appledore au Royaume-Uni, 7 décembre 1896 à Washington), née Caroline Brown, est une médecin des États-Unis, et la cinquième américaine à obtenir un diplôme universitaire de médecine.

## Biographie
Caroline Brown naît en Angleterre en 1822, avant de se rendre avec ses parents à Utica, dans l'Etat de New York aux Etats-Unis. Elle étudie alors la médecine à la Cincinnati Eclectic Medical College, puis l'homéopathie au Western College of Homeopathy à Cleveland. Elle exerce ensuite en tant qu'homéopathe à Utica.
Après la mort de ses parents, elle emménage à Washington où elle continue sa pratique.